# 塔岗站
塔岗站是京广线上一个已撤销的铁路车站，位于河南省卫辉市顿坊店乡。车站建于1912年5月，撤销前为四等站，办理客货运业务。2007年1月1日，车站撤销。